# Predator (franczyza)
Predator (pol. Drapieżnik) – amerykańska franczyza oparta na serii filmów science fiction. Została zapoczątkowana przez film Predator z 1987 w reżyserii Johna McTiernana z Arnoldem Schwarzeneggerem w roli głównej.
Po sukcesie filmu McTiernana w 1990 nakręcono sequel, Predator 2 z Danny Gloverem, który nie odniósł takiego sukcesu jak pierwsza część. Po kilkunastu latach zrealizowano dwa filmy w formule crossover, krzyżujące wątki z filmami z serii Obcy, a następnie po 20 latach od Predatora 2 rozpoczęto realizację kolejnych sequeli. Na serię składają się również powieści, komiksy i gry komputerowe.
Szacuje się, że filmy z serii przyniosły do 2018 roku przychód ze sprzedanych biletów w wysokości ponad 740 mln dolarów przy poniesionych nakładach rzędu 291 mln dolarów.

## Fabuła
Seria opowiada o konfrontacji ludzi z tytułowymi Predatorami, rasą kosmicznych wojowników, zwanych Yautja, dla których polowanie jest sensem życia. Myśliwi traktują inne rasy w kosmosie jak zwierzynę łowną, są bardzo silni i odporni, dysponują zaawansowanym uzbrojeniem i technikami maskującymi. Akcja części filmów rozgrywa się w czasach współczesnych, na Ziemi. Akcja Predators ma jednak miejsce na nieznanej planecie, a Prey opowiada o wydarzeniach sprzed 300 lat.

## Filmy w cyklu
- Predator (1987) reż. John McTiernan[3]
- Predator 2  (1990) reż. Stephen Hopkins[4]
- Predators (2010) reż. Nimród Antal[5]
- Predator (The Predator, 2018) reż. Shane Black[6]
- Prey (2022) reż. Dan Trachtenberg[7]
- Predator: Pogromca zabójców (Predator: Killer of Killers, 2025) reż. Dan Trachtenberg i Joshua Wassung
- Predator: Strefa zagrożenia (Predator: Badlands, 2025) reż. Dan Trachtenberg (w postprodukcji)

Crossovery
- Obcy kontra Predator (Alien versus Predator, 2004) reż. Paul W.S. Anderson[8]
- Obcy kontra Predator 2 (Aliens vs Predator: Requiem, 2007) reż. Colin Strause i Greg Strause[9]

## Pozostałe media

### Krótkie filmy
- Moments of Extraction i Crucified (19 października 2010), dwa krótkometrażowe filmy dodane do edycji DVD i Blu-ray filmu Predators[10],
- Predator vs. Colonial Marines (25 lutego 2016, reż. Julian Higgins wg scenariusza Petera Weidmana) krótki film VR 360° wydany przez firmę Loot Crate, w którym oddział marines szturmuje magazyn firmy Weyland-Yutani, gdzie spotyka Predatora[11],
- The Predator Holiday Special (18 grudnia 2018), krótki film dodany do edycji na DVD, Blu-ray i 4K Ultra HD filmu The Predator, w którym Święty Mikołaj, jego elfy i renifery spotykają Predatorów na biegunie północnym[12].

### Książki (wybór)
nowelizacje
- Paul Monette Predator (1987)
- Simon Hawke Predator 2 (1990)
- James A. Moore(inne języki) The Predator: Hunters And Hunted Official Movie Prequel (2018)
- Christopher Golden(inne języki), Mark Morris The Predator (2018)

samodzielne powieści
- Nathan Archer Predator: Concrete Jungle (1995)
- Nathan Archer Predator: Cold War (1997)
- Sandy Schofield Predator: Big Game (1999)
- John Shirley(inne języki) Predator: Forever Midnight (2006)
- Michael Jan Friedman Predator: Flesh and Blood (2007)
- Steve Perry Predator: Turnabout (2008)
- Jeff VanderMeer Predator: South China Sea (2008)
- Tim Lebbon Predator: Incursion (2015)
- James A. Moore The Predator: Hunters and Hunted (2018)
- James A. Moore Predator: Stalking Shadows (2020)

### Komiksy
Dark Horse Comics (serie)
- Predator (1989-1990)
- Predator 2 (1991)
- Predator: Big Game (1991)
- Predator: Cold War (1991)
- Predator: The Bloody Sands of Time (1992)
- Predator: Race War (1993)
- Predator: Bad Blood (1993-1994)
- Predator: Dark River (1996)
- Predator: Kindred (1996-1997)
- Predator: Hell & Hot Water (1997)
- Predator: Primal (1997)
- Predator: Nemesis (1997-1998)
- Predator: Hell Come A-Walkin' (1998)
- Predator: Homeworld (1999)
- Predator: Xenogenesis (1999)
- Predator: Prey to the Heavens (2009-2010)
- Predators (2010)
- Predator: Fire and Stone (2014-2015)
- Predator: Life and Death (2016)
- Predator: Hunters (2017)
- Predator: Hunters II (2018-2019)
- Predator: Hunters III (2020)

Dark Horse Comics (jednotomowe)
- Predator: Invaders from the Fourth Dimension (1994)
- Predator: Jungle Tales (1995)
- Predator: Strange Roux (1996)
- Predator: Captive (1998)
- Predators: Preserve the Game (2010)
- Predators: Movie Adaptation (2010)

Aliens vs Predator
- Aliens vs Predator The Deadliest of The Species (1993, 12 części)
- Aliens vs Predator War (1995, 4 części)
- Aliens vs Predator Duel (1995)
- Aliens vs Predator Eternal (1998, 4 części)
- Aliens vs Predator Xenogenesis (1999)
- Aliens vs Predator vs Terminator (2000, 4 części)
- Aliens vs Predator Thrill of the Hunt (2004)
- Superman-Batman vs Aliens vs Predator (2007, 2 części)
- Aliens vs Predator Civilized Beasts (2008)
- Aliens vs Predator Three World War (2010, 6 części)

inne crossovery
- Batman versus Predator (1992)
- Predator versus Magnus Robot Fighter (1992)
- Batman versus Predator II: Bloodmatch (1994-1995)
- Tarzan versus Predator: At the Earth's Core (1996)
- Predator versus Judge Dredd (1997)
- Batman versus Predator III (1997-1998)
- Superman vs. Predator (2000)
- JLA versus Predator (2001)
- Archie vs. Predator (2015)
- Archie vs. Predator II (2019-2020)

### Gry
- Predator (1987-1989)
- Predator 2 (1990-1992)
- Predator (2004)
- Predator: Concrete Jungle (2005)
- Predator: The Duel (2008)
- Predator or Prey (2010)
- Predators (2010)
- Predators: The Great Hunt (2010)
- Predator VR (2018)
- Predator: Hunting Grounds (2020)

crossover
- Alien vs Predator (1993)
- Alien vs Predator: The Last of His Clan (1993)
- Alien vs. Predator (1994)
- Aliens versus Predator (1999)
- Aliens versus Predator 2 (2002)
- Aliens versus Predator 2: Primal Hunt (2002)
- Aliens versus Predator: Extinction (2003)
- Alien vs. Predator (2004)
- Alien vs. Predator 3D (2005)
- Aliens vs. Predator: Requiem (2007)
- AVP: PredAlien Builder and Game (2007)
- AvP: VU (2007)
- AVPR: Combat Evolved (2007)
- Alien vs. Predator 2 2D: Requiem (2007)
- CR: Alien vs. Predator (2007)
- Aliens vs. Predator (2010)

### Pinball
- Sci-Fi Pinball (1999)[14]
- Alien vs. Predator (2016)[15]

### Gry planszowe
- Legendary Encounters: A Predator Deck Building Game (2015)[16]

## Nagrody
Predator z 1987 zdobył 3 nagrody, w tym Nagrodę Saturn (1988) dla Alana Silvestriego za najlepszą muzykę; był ponadto nominowany do Oscara w kategorii najlepsze efekty specjalne i do nagrody Hugo w kategorii najlepsza prezentacja dramatyczna w 1988. Kolejne filmy zdobyły pojedyncze niszowe nagrody.

## Kontekst kulturowy
Podobnie jak w serii filmów Obcy także w filmach crossover statki kosmiczne noszą nazwy wzięte z prozy Josepha Conrada:
- Obcy kontra Predator – statek „USS Marlow” to nazwa wzięta od nazwiska narratora występującego w kilku powieściach Conrada,
- Obcy kontra Predator 2 – statek „USS Verloc” to nawiązanie do bohatera powieści Tajny agent.